# Планинска овесарка
Планинска овесарка (Emberiza tahapisi) е вид птица от семейство Овесаркови (Emberizidae).

## Разпространение
Видът е разпространен в Ангола, Бенин, Ботсвана, Буркина Фасо, Бурунди, Габон, Гамбия, Гана, Гвинея, Джибути, Еритрея, Етиопия, Замбия, Зимбабве, Йемен, Камерун, Република Конго, Демократична република Конго, Кот д'Ивоар, Кения, Лесото, Либерия, Малави, Мали, Мавритания, Мозамбик, Намибия, Нигер, Нигерия, Оман, Руанда, Саудитска Арабия, Сенегал, Сиера Леоне, Сомалия, Судан, Свазиленд, Танзания, Того, Уганда, Централноафриканската република, Чад, Южна Африка и Южен Судан.